# Drimia congesta
Drimia congesta är en sparrisväxtart som beskrevs av Arthur Allman Bullock. Drimia congesta ingår i släktet Drimia och familjen sparrisväxter. Inga underarter finns listade i Catalogue of Life.